# Nyctemera kiriwina
Nyctemera kiriwina är en fjärilsart som beskrevs av Swinhoe 1917. Nyctemera kiriwina ingår i släktet Nyctemera och familjen björnspinnare. Inga underarter finns listade i Catalogue of Life.